# Simion Moșuț
Simion Moșuț (n. 1875, Săcămaș, comitatul Hunedoara, Regatul Ungariei – d. 1969, Săcămaș, RSR) a fost un delegat în Marea Adunare Națională de la Alba Iulia, organismul legislativ reprezentativ al „tuturor românilor din Transilvania, Banat și Țara Ungurească”, cel care a adoptat hotărârea privind Unirea Transilvaniei cu România, la 1 decembrie 1918.:p. 77

## Biografie
Participă la Primul Război Mondial având gradul de sergent major.

## Activitatea politică

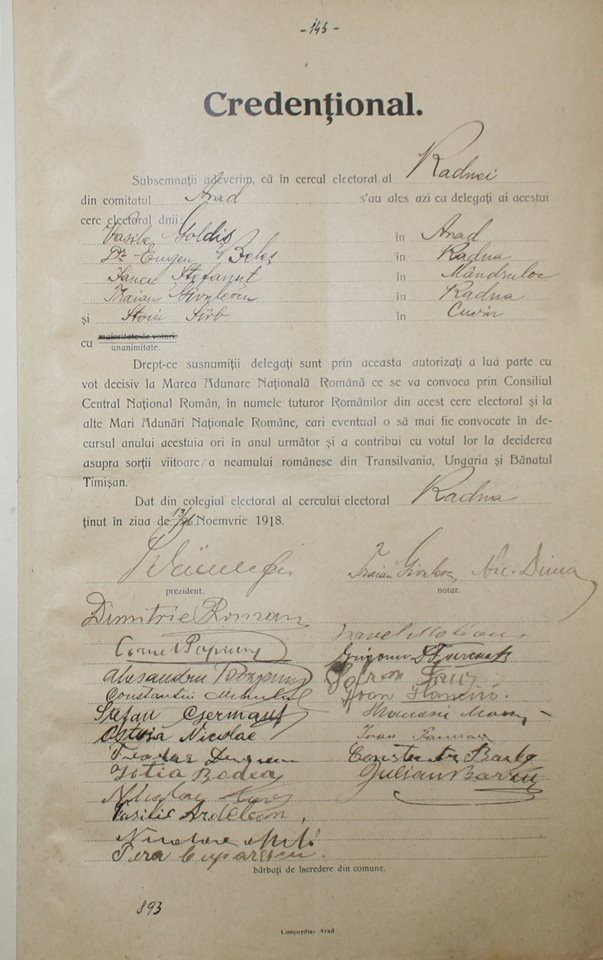
Credențional

Împreună cu mai mulți săteni organizează Garda Națională. A fost primar în comuna Săcămaș din anul 1918.
A fost delegat al cercului electoral Dobra. Marea Adunare Națională de la Alba Iulia.